# Bački Jarak
Bački Jarak (en serbe cyrillique : Бачки Јарак) est une ville de Serbie située dans la province autonome de Voïvodine. Elle fait partie de la municipalité de Temerin, dans le district de Bačka méridionale. Au recensement de 2011, la ville comptait 5 667 habitants.

## Histoire
Bački Jarak est mentionné pour la première fois en 1267, mais la localité moderne a été fondée par des populations germaniques en 1787. En 1796, Temerin and Bački Jarak furent vendus au comte Szécsényi Sándor pour la somme de 80 000 florins. En 1944, à la suite des événements survenus pendant la Seconde Guerre mondiale en Yougoslavie, la population germanique dut quitter la ville. En 1945, Bački Jarak a accueilli un camp pour les prisonniers allemands et hongrois. En 1946-1947, Bački Jarak fut repeuplé par des colons venus de Bosnie-Herzégovine.

## Démographie

### Évolution historique de la population
| 1948  | 1953  | 1961  | 1971  | 1981  | 1991  | 2002  | 2011  |
| ----- | ----- | ----- | ----- | ----- | ----- | ----- | ----- |
| 2 438 | 2 544 | 3 362 | 3 858 | 5 396 | 5 426 | 6 049 | 5 667 |

|  |